# Анджей Гавронський
Ґавро́нський Анджей (пол. Andrzej Gawroński; * 20 червня 1885, Львів — † 11 січня 1927, Юзефув, Польща) — польський учений-поліглот, орієнталіст, перекладач, професор Львівського університету.

## Ранні роки
Народився 20 червня 1885 р. у Львові. Батько Францішек Равіта-Ґавронський був відомим польським істориком, письменником та журналістом.
Мати Антоніна (до шлюбу Мілковська) — викладачка та перекладачка, у 1899–1901 рр. вона у Львові для своєї приватної школи для дівчат винаймала частину приміщень у будинку за адресою вул. Панська, 5  [Архівовано 8 жовтня 2017 у Wayback Machine.].
Був внуком Зигмунта Мілковського, а також старшим братом польської письменниці Зофії Козаринової.

## Навчання
Навчався у початковій школі у Львові, згодом — у гімназіях в Перемишлі та у Львові.
Займався дослідженнями з лінгвістики у Львівському університеті (1903–1905). Упродовж 1905–1907 рр. навчався в університеті в Лейпцигу, де 1907 р. захистив докторську дисертацію («Лінгвістичні дослідження Мркхакатики та Дасакумаракатики»). У цьому ж навчальному закладі працював над габілітаціною роботою на тему: «До питання про Мркхакатику».
У 1909 р. отримав стипендію Яґеллонського університету.

## Науково-педагогічна діяльність
В березні 1912 р. в Кракові пройшов габілітацію («Трансцендентний характер індусів як тло ставлення людини до природи в санскритській літературі»).
У вересні 1913 р. почав працювати доцентом Яґеллонського університету та завідувачем кафедри санскриту (з 1916 р. — надзвичайний професор). Читав лекції з історії санскритської мови, з порівняльної граматики індоєвропейських мов.
1917 р. лінгвісту запропонували посаду професора у Львівському університеті, цього ж року переїжджає до Львова. Він став завідувачем кафедри порівняльного мовознавства.
18 вересня 1918 р. у Львівському університеті була відкрита кафедра сходознавства, яку мав очолити Анджей Ґавронський. Проте кафедра розпочала свою роботу аж у 1920 р. через політичні події (розпад Австро-Угорської імперії, початок українсько-польської війни у 1918 р.) Тоді Львів був у складі Польської держави. 23 лютого 1920 р. Міністерство освіти Польщі надало А.Ґавронському звання професора санскриту.
Його учнями були Євгеніуш Слюшкевич та Єжи Курилович.
Активно цікавився проблемами індуїстики. У 1926 р. він створив Інститут орієнталістики у Львівському університеті.
З 1920 р. брав участь у Львівському науковому товаристві. Був ініціатором створення Товариства любителів польської мови у 1920 р. і Польського мовознавчого товариства у 1925 р.
1921–1926 рр. був членом-креспондентом Польської Академії наук, а у 1926 р. став її дійсним членом. Крім того, брав участь у створенні орієнталістичного руху у Львові.
У 1925 р. був нагороджений хрестом ордену Polonia Restituta.
Ініціював створення «Східної бібліотеки» в Національному інституті ім. Оссолінських у Львові та православний щорічник (сьогодні — сходознавчий щорічник).

## Учений-поліглот
Сучасні дослідники вважають, що А. Ґавронський знав 57 мов (на 40 вмів вільно писати). За деякими підрахунками він володів 140-а мовами. Одного разу вчений сказав: «Я можу говорити і писати 40 -а мовами, я розумію близько 100-а, якими можу читати». Серед них були сучасні європейські мови, а також азійські та африканські. У бібліотеці, яка залишилася після А. Ґавронського, були знайдені книги на багатьох мовах світу. У більшості з них на полях помітні нотатки, які залишив Ґавронський, написані тією ж мовою, що й сама книга.

## Завершення життя
Упродовж кількох років А. Ґавронський хворів на туберкульоз легень. Саме тому він часто їздив на лікування за кордон. Помер 11 січня 1927 р. в Юзефуві поблизу Варшави.